# Acrodontis aenigma
Acrodontis aenigma är en fjärilsart som beskrevs av Louis Beethoven Prout 1914. Acrodontis aenigma ingår i släktet Acrodontis och familjen mätare. Inga underarter finns listade i Catalogue of Life.